# Prestoea longipetiolata
Prestoea longipetiolata är en enhjärtbladig växtart som först beskrevs av Oerst., och fick sitt nu gällande namn av Harold Emery Moore. Prestoea longipetiolata ingår i släktet Prestoea och familjen Arecaceae.

## Underarter
Arten delas in i följande underarter:
- P. l. cuatrecasasii
- P. l. longipetiolata
- P. l. roseospadix